# Bulldog serrano

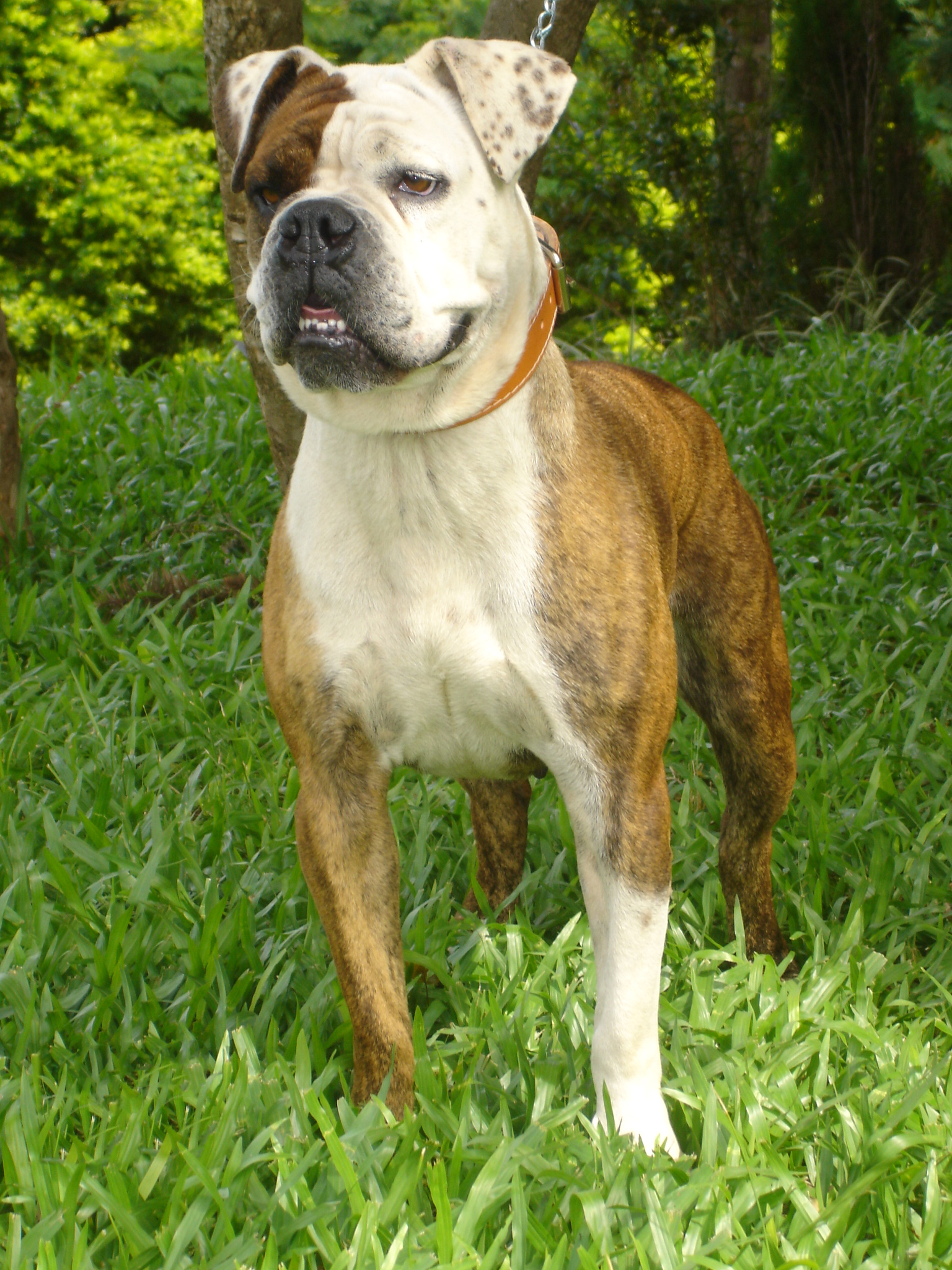
Serrano Bulldog

Il Serrano Bulldog (in portoghese: Buldogue serrano) è una razza di cane brasiliana, adatta alla guardia e soprattutto per lavorare con il bestiame. 
La razza è già riconosciuta dalla Confederazione Brasiliana di Cinofilia (CBKC), e ora attesa del riconoscimento internazionale da parte della FCI.